# استاریه کاندری
استاریه کاندری (انگلیسی: Staryye Kandry) یک شهرک در شهرستان تویمازینسکی استان باشقیرستان کشور روسیه است.